# Vera Talchi
Anne Vera Talchi (Nizza, 17 agosto 1934 – Tourrette-Levens, 17 febbraio 2024) è stata un'attrice francese di origini italiane.

## Biografia
Di origine italiana, quindi bilingue, Vera Talchi nacque 17 agosto 1934 a Nizza. Iniziò la carriera a soli 15 anni nel ruolo della figlia di Marta Manfredini, il personaggio interpretato da Isa Miranda nel film Le mura di Malapaga. Divenne nota al pubblico italiano per il ruolo di Gina Filotti nel film Don Camillo di Julien Duvivier.
Morì a Tourrette-Levens il 17 febbraio 2024 all'età di 89 anni.

## Filmografia
- Le mura di Malapaga (Au delà des grilles), regia di René Clément (1949)
- Bouquet de joie, regia di Maurice Cam (1952)
- Don Camillo, regia di Julien Duvivier (1952)
- Quand vient l'amour, regia di Maurice Cloche (1957)
- Una parigina (Une parisienne), regia di Michel Boisrond (1957)